# The Axis of Awesome
The Axis of Awesome (v překladu něco jako Souřadnice úžasu) byla australská komediální kapela. Skládala se ze tří členů: Jordan Raskopoulos (zpěv), Lee Naimo (kytara) a Benny Davis (klávesy, zpěv). Tato skupina nebyla přímo zaměřena na žádný hudební styl, ale zabývala se většinou tvorbou parodií na známé popové písničky.

## 4 Chord Song
Nejvíce se proslavila skladbou 4 Chord Song (Píseň čtyř akordů), kde podávají své verze útržků z mnoha populárních písní, které se dají zahrát s pomocí těch stejných čtyř akordů. Zazněly tam tyto písně:
- Journey - Don't Stop Believin'
- James Blunt - You're Beautiful
- Richard Marx - Right Here Waiting
- Alicia Keys - No One
- Alphaville - Forever Young
- Jason Mraz - I'm Yours
- Mika - Happy Ending
- Amiel - Lovesong
- Black Eyed Peas - Where is the Love?
- Alex Lloyd - Amazing
- The Calling - Wherever You Will Go
- Bush - Glycerine
- Thirsty Merc - 20 Good Reasons
- Lighthouse Family - High
- Red Hot Chili Peppers - Soul to Squeeze
- Bic Runga - Sway
- Ben Lee - Cigarettes Will Kill You
- Elton John - Can You Feel The Love Tonight
- Maroon 5 - She Will Be Loved
- The Last Goodnight - Pictures Of You
- Lady Gaga - Paparazzi
- U2 - With Or Without You
- Crowded House - Fall at Your Feet
- Kasey Chambers - Not Pretty Enough (two times)
- The Beatles - Let It Be
- Red Hot Chili Peppers - Under The Bridge
- Michael Jackson - Man in the Mirror
- Daryl Braithwaite - The Horses
- Bob Marley - No Woman, No Cry
- Marcy Playground - Sex And Candy
- Men At Work - Down Under
- Banjo Paterson - Waltzing Matilda
- a-ha - Take On Me
- Green Day - When I Come Around
- Eagle Eye Cherry - Save Tonight
- Toto - Africa
- Blink-182 - Dammit
- Beyonce - If I Were A Boy
- The Offspring - Self Esteem
- The Offspring - You're Gonna Go Far, Kid
- Pink - U + Ur Hand
- Pink - Please Don't Leave Me
- Lady Gaga - Poker Face
- Aqua - Barbie Girl
- The Fray - You Found Me
- 3OH!3 - Don't Trust Me
- MGMT - Kids
- OneRepublic - Apologize
- Tim Minchin - Canvas Bags
- Natalie Imbruglia - Torn
- Andrea Bocelli - Con te partirò
- Auld Lang Syne
- Five For Fighting - Superman (It's Not Easy)
- The Axis Of Awesome - Birdplane
- Missy Higgins - Scar
- Jack Johnson - Taylor